# 萨布洛尼耶尔
萨布洛尼耶尔（法語：Sablonnières，法語發音：[sablɔnjɛʁ] ⓘ）是法国塞纳-马恩省的一个市镇，属于普罗万区。

## 地理
萨布洛尼耶尔（48°52'31"N, 3°17'47"E）面积13.98 平方千米，位于法国法蘭西島大區塞纳-马恩省，该省份为法国北部内陆省份，北起瓦兹省，西接埃松省、马恩河谷省、塞纳-圣但尼省和瓦兹河谷省，南至卢瓦雷省，东南接约讷省，东临马恩省和奥布省，东北接埃纳省。
与萨布洛尼耶尔接壤的市镇（或旧市镇、城区）包括：巴斯韦勒、贝洛、布瓦特龙、翁德维利耶、圣莱热、拉特雷图瓦尔、贝洛新城。

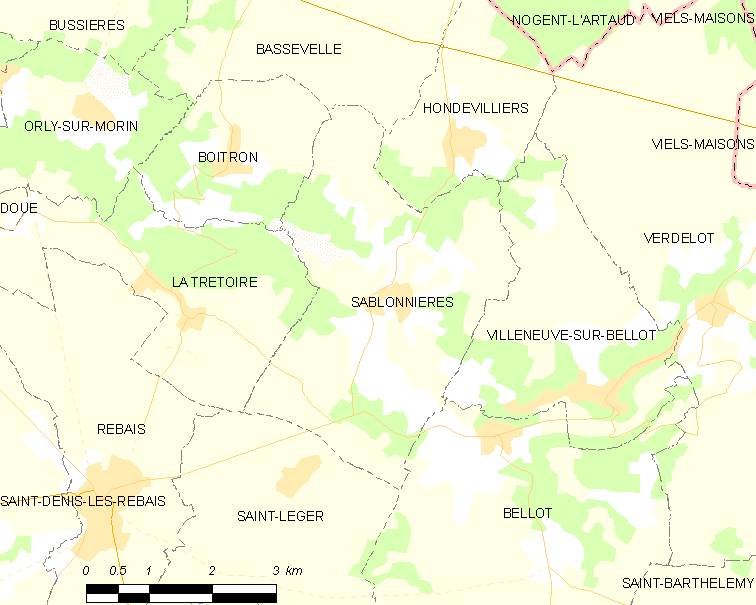
萨布洛尼耶尔的OSM定位图

萨布洛尼耶尔的时区为UTC+01:00、UTC+02:00（夏令时）。

## 行政
萨布洛尼耶尔的邮政编码为77510，INSEE市镇编码为77398。

## 政治
萨布洛尼耶尔所属的省级选区为库洛米耶县。

## 人口

1962-2008年间萨布洛尼耶尔人口变化图示

萨布洛尼耶尔于2022年1月1日时的人口数量为768人。